# NGC 3024
NGC 3024 ist eine Spiralgalaxie vom Hubble-Typ Sc im Sternbild Löwe. Sie ist schätzungsweise 55 Millionen Lichtjahre von der Milchstraße entfernt. Die Entfernungsmessungen basierend auf den Radialgeschwindigkeiten stimmen nicht mit den rotverschiebungsunabhängigen Entfernungsschätzungen von 107 ± 12 Millionen Lichtjahren überein.
Das Objekt wurde am 19. März 1784 von Wilhelm Herschel entdeckt.